# Lagotto romagnolo
De lagotto romagnolo is een hondenras afkomstig uit de streek Romagna in Italië. De naam lagotto is afkomstig van de Valleroli, de plaatselijke bevolking die ook wel Lagotti werd genoemd. (Lagotti is het meervoud van lagotto.)

## Geschiedenis
De lagotti zijn waarschijnlijk de oudst bekende waterhonden. Tussen de zesde en tiende eeuw voor Christus waren er honden die sterk op de lagotto leken. De Zweedse bioloog Linnaeus beschrijft de Canis Aquaticus en er bestaat geen twijfel dat deze een indrukwekkende gelijkenis vertoont met de hond uit de Romagna. Op fresco's in de bruidssuite van het hertogelijk paleis van de familie Gonzaga in Mantua uit 1456, genaamd "De Ontmoeting" en gemaakt door de in die tijd bekende kunstenaar Andrea Mantegna, is aan de voeten van markies Lodewijk III een hond afgebeeld die sterk op de hedendaagse lagotto lijkt.
Toen in Romagna de moerassen werden drooggelegd, raakte het ras een beetje in de vergetelheid. In 1977 begonnen de Italianen Quintino Toschi, Gilberto Grandi en later Ludovico Babini en professor Francesco Balloto plus Antonio Morsiani de bekende krulharige hondjes uit Toschi's kinderjaren te inventariseren en registreren. Over een periode van twintig jaar werden er studiebijeenkomsten georganiseerd waarbij de honden technisch-kynologisch werden onderzocht, gemeten, getatoeëerd, gefotografeerd en ingeschreven in de daarvoor bestemde registers. Babini en Morsiani zochten de beste lagotti uit; helaas is hun rapport verloren gegaan. Morsiani heeft uiteindelijk aan de hand van alle inventarisaties en bestudering van de aangeboden honden de rasstandaard geschreven. Babini en Morsiani bleven vele jaren nieuwe honden zoeken en legden een stamboek aan. In 1995 werd het ras voorlopig door de Fédération Cynologique Internationale erkend en vanaf 2005 definitief.

## Gebruik
Het ras werd in eerste instantie gebruikt voor de jacht op waterwild, voornamelijk waterhoentjes. Vanwege zijn uitzonderlijke reukvermogen werd het eveneens gebruikt om truffels te zoeken. In de 21ste eeuw wordt de lagotto nog steeds ingezet als truffelhond en bij de douane in Zweden als drugshond.

## Kenmerken
De lagotto is een lichte, stevige, gespierde kleine tot middelgrote hond. Reuen hebben een schofthoogte van 43-48 cm en een gewicht van dertien tot zestien kilo, teven hebben een schofthoogte van 41–46 cm en een gewicht van elf tot veertien kilo.
De lagotto is snel en wendbaar en daardoor uitstekend geschikt voor behendigheidswedstrijden. Hij vindt het heerlijk om te zwemmen en loopt ook graag door ondiepe waterplassen of beken. Het is een intelligente en leergierige hond die graag voor zijn baas werkt. Verder is het een prettige, waakzame gezinshond met een vriendelijke, evenwichtige aard (indien goed gesocialiseerd), die goed met andere (huis)dieren kan omgaan. Het ontbreekt de lagotto aan jachtpassie, wat samen wandelen tot een plezierige bezigheid maakt.
De lagotto heeft een gekrulde vacht, die 1 cm per maand groeit en als een schapenvacht aanvoelt. Afhankelijk van de vachtlengte moet hij minstens eenmaal per week gekamd worden en zeker viermaal per jaar geknipt of geschoren. Omdat hij niet verhaart, is het een geschikte hond voor mensen die allergisch zijn voor hondenhaar. De kleuren van de lagotto romagnolo zijn effen vuilwit, wit met bruine of oranje vlekken, bruingevlekt, effen bruin in verschillende tinten en effen oranje. Er zijn geen zwarte lagotti.